# 트위스터 (1996년 영화)
《트위스터》(영어: Twister)는 1996년에 개봉한 미국의 재난 영화이다. 얀 더본트가 연출하고, 마이클 크라이턴과 앤마리 마틴이 각본을 썼다. 오클라호마에서 토네이도를 마주친 연구자들 이야기이다.
1996년도 전체 흥행 2위를 차지하였으며, 평단으로부터 대체로 긍정 평가를 받았다. 1997년 제23회 새턴상에서 최우수 액션·모험·스릴러 영화상, 여우주연상, 남우주연상, 특수효과상 후보에 올랐다.
속편 《트위스터스》가 미국에서 2024년 7월 19일 개봉하였다.

## 줄거리
1969년 오클라호마 농가에 살던 어린 조는 F5급 토네이도에 아버지를 잃는다.
27년 뒤 기상학자가 된 조는 토네이도에 집착하며, 악천후를 쫓아다니는 소위 폭풍 추격대(storm chasers)를 이끌고 있다. 전 폭풍 추격자이며 현재는 텔레비전 기상 캐스터로 일하는 남편 빌은 이혼 서류에 서명을 받아내기 위해 약혼자 멀리사와 오클라호마까지 찾아온다.
조는 빌에게 예전에 빌이 개념화했던 장치 "도러시"를 자신이 실제로 구현했다고 알린다. 도러시는 기상 감지기 수백 개가 든 캡슐 형태 장비로, 토네이도 조기 경보 체계에 혁신을 불러올 가능성을 품고 있다. 그러나 도러시를 활성화하기 위해서는 위험을 무릅쓰고 토네이도 코앞까지 접근하여 토네이도 속에 투입시켜야만 한다.
한편 옛 동료이며 현 경쟁 상대인 폭풍 추격자 조너스는 빌이 최초 고안한 도러시를 자기 발상으로 속여 기업 후원을 따냈으며 도러시와 유사한 장치를 개발한 상태다. 조너스는 한 술 더 떠 도안 독점을 위해 본인 모방품을 조보다 먼저 토네이도 안에 던져넣으려 한다. 이를 알게 된 빌은 토네이도 뒤를 쫓기 시작한 조와 동행하는데...

## 출연
- 헬렌 헌트 - 조 하딩 박사 역
  - 알렉사 베이가 - 6살 조 손턴 역
- 빌 팩스턴 - 빌 하딩 역
- 케리 엘위스 - 조너스 밀러 박사 역
- 제이미 거츠 - 멀리사 리브스 심리치료사 역
- 로이스 스미스 - 메그 그린, 조의 숙모 역
- 앨런 럭 - 로버트 "래빗" 뉴릭 역
- 숀 훼일런 - 앨런 샌더스 역
- 필립 시모어 호프먼 - 더스틴 데이비스 역
- 제러미 데이비스 - 브라이언 로런스 역
- 조이 슬로트닉 - 조이 역
- 토드 필드 - 팀 "벨처" 루이스 역
- 웬들 조지퍼 - 패티 헤인스 역
- 잭 그레니에이 - 에디 역
- 에이브러햄 벤루비 - 부바 역
- 제이크 뷰시 - 기술자 역
- 스콧 톰프슨 - 제이슨 "프리처" 로 역
- 리처드 라인백 - 손턴 씨 역
- 러스티 슈위머 - 손턴 부인 역
- 패트릭 피슐러

## 기타 제작진
- 총괄 제작: 스티븐 스필버그

## 기타 매체에서

### 핀볼
1996년 4월 3일 세가에서 이 영화를 주제로 한 핀볼 게임을 출시하였다.

## 우리말 녹음
| KBS 성우진 (1999년 9월 23일) - 송도영 - 조 하딩(헬렌 헌트) - 양지운 - 윌리엄 빌리 하딩(빌 팩스턴) - 윤기황 - 조너스 밀러(케리 엘위스) - 성병숙 - 멀리사(제이미 거츠) - 성선녀 - 조의 숙모(로이스 스미스) - 안종익 - 프리처(스콧 톰프슨) - 서광재 - 조의 아빠(리처드 라인백) / 벨처(토드 필드) - 김관진 - 더스틴(필립 시모어 호프먼) - 이승주 - 래빗(앨런 럭) / 로런스(제러미 데이비스) - 김승태 - 조이(조이 슬로트닉) - 석원희 - 앨런(숀 훼일런) | EBS 제작진 (2016년 8월 14일) - 프로듀서: 빈정현 - 번역: 변용란 - 감수: 변용란 - 종합 편집: 강유진 - CG: 이상덕 - 우리말 연출: 김윤희 - 기획: EBS - 우리말 제작: ㈜리플레이 |  |

## 같이 보기
- 인투 더 스톰 (2014년 영화)